# Mohammed Al-Kharashy
Mohammed Al-Kharashy (ur. 1 lipca 1956) – trener piłkarski z Arabii Saudyjskiej, były selekcjoner reprezentacji Arabii Saudyjskiej.

## Kariera piłkarska
Jako zawodnik Al-Kharashy występował w drużynie Al-Hilal. 

## Kariera trenerska
W 1987 roku al-Kharashy został trenerem kadry narodowej Arabii Saudyjskiej do lat 17, która zakwalifikowała się do drugiej edycji Mistrzostw Świata organizowanych w Kanadzie. Młodzi Saudyjczycy nie odpadli w pierwszej rundzie, mimo przyzwoitych wyników (remis z Brazylią i zwycięstwo 2:1 z Francją).
Al-Kharashy zadebiutował w roli selekcjonera reprezentacji Arabii Saudyjskiej podczas ostatniego meczu kwalifikacyjnego do Mistrzostw Świata 1994 przeciwko Iranowi. Rozgrywany 28 października 1993 mecz Arabia Saudyjska wygrała 4:3, co pozwoliło drużynie po raz pierwszy w historii zakwalifikować się na Mundial. 
Po zakończeniu amerykańskich mistrzostw świata, zakończonych na 1/8 finału po porażce ze Szwedami, argentyński trener Jorge Solari opuścił swoje stanowiska. Jego następcą został al-Kharashy. Podczas swojej pracy jako pierwszy szkoleniowiec prowadzi drużynę do pierwszego w historii zwycięstwa w Pucharze Zatoki Perskiej. Prowadził także drużynę podczas Pucharu Konfederacji 1995, jednak został zwolniony po turnieju i zastąpiony przez brazylijczyka Ze Mário.
Al-Kharashy pozostał jednak w kadrze i w 1998 asystował Brazylijczykowi Carlosowi Alberto Parreirze podczas Mistrzostw Świata 1998. Arabia rozpoczęła turniej od dwóch porażek z Danią oraz z gospodarzem i przyszłym mistrzem świata, Francją. Parreira został zwolniony podczas turnieju i to al-Kharashy prowadził drużynę w ostatnim meczu grupowym z RPA, który zakończył się remisem 2:2. Po tym spotkaniu zakończył swoją pracę z drużyną narodową.
| Mecze reprezentacji Arabii Saudyjskiej prowadzone przez al-Kharashy | Mecze reprezentacji Arabii Saudyjskiej prowadzone przez al-Kharashy | Mecze reprezentacji Arabii Saudyjskiej prowadzone przez al-Kharashy | Mecze reprezentacji Arabii Saudyjskiej prowadzone przez al-Kharashy | Mecze reprezentacji Arabii Saudyjskiej prowadzone przez al-Kharashy | Mecze reprezentacji Arabii Saudyjskiej prowadzone przez al-Kharashy | Mecze reprezentacji Arabii Saudyjskiej prowadzone przez al-Kharashy |
| #                                                                   | Data                                                                | Miasto                                                              | Przeciwnik                                                          | Gol                                                                 | Wynik                                                               | Rozgrywki                                                           |
| ------------------------------------------------------------------- | ------------------------------------------------------------------- | ------------------------------------------------------------------- | ------------------------------------------------------------------- | ------------------------------------------------------------------- | ------------------------------------------------------------------- | ------------------------------------------------------------------- |
| 1.                                                                  | 28.10.1993                                                          | Warszawa                                                            | Iran                                                                |                                                                     | 4:3                                                                 | El. MŚ 1994                                                         |
| 2.                                                                  | 19.10.1994                                                          | Al-Chubar                                                           | Stany Zjednoczone                                                   |                                                                     | 2:1                                                                 | towarzyski                                                          |
| 3.                                                                  | 04.11.1994                                                          | Abu Zabi                                                            | Oman                                                                |                                                                     | 2:1                                                                 | Puchar Zatoki Perskiej                                              |
| 4.                                                                  | 06.11.1994                                                          | Abu Zabi                                                            | Zjednoczone Emiraty Arabskie                                        |                                                                     | 1:1                                                                 | Puchar Zatoki Perskiej                                              |
| 5.                                                                  | 10.11.1994                                                          | Abu Zabi                                                            | Bahrajn                                                             |                                                                     | 3:1                                                                 | Puchar Zatoki Perskiej                                              |
| 6.                                                                  | 12.11.1994                                                          | Abu Zabi                                                            | Katar                                                               |                                                                     | 2:1                                                                 | Puchar Zatoki Perskiej                                              |
| 7.                                                                  | 16.11.1994                                                          | Abu Zabi                                                            | Kuwejt                                                              |                                                                     | 2:0                                                                 | Puchar Zatoki Perskiej                                              |
| 8.                                                                  | 10.12.1994                                                          | Rijad                                                               | Polska                                                              |                                                                     | 1:2                                                                 | towarzyski                                                          |
| 9.                                                                  | 17.12.1994                                                          | Rijad                                                               | Kostaryka                                                           |                                                                     | 1:3                                                                 | towarzyski                                                          |
| 10.                                                                 | 29.12.1994                                                          | Rijad                                                               | Zambia                                                              |                                                                     | 1:0                                                                 | towarzyski                                                          |
| 11.                                                                 | 06.01.1995                                                          | Rijad                                                               | Meksyk                                                              |                                                                     | 0:2                                                                 | PK 1995                                                             |
| 12.                                                                 | 08.01.1995                                                          | Rijad                                                               | Dania                                                               |                                                                     | 0:2                                                                 | PK 1995                                                             |
| 13.                                                                 | 24.06.1998                                                          | Bordeaux                                                            | Południowa Afryka                                                   |                                                                     | 2:2                                                                 | MŚ 1998                                                             |

## Sukcesy
Arabia Saudyjska
- Puchar Zatoki Perskiej (1): 1994